# Alcyonidium sanguineum
Alcyonidium sanguineum is een mosdiertjessoort uit de familie van de Alcyonidiidae. De wetenschappelijke naam van de soort is voor het eerst geldig gepubliceerd in 1985 door Cook.